# 20019 Yukiotanaka
20019 Yukiotanaka este un asteroid din centura principală de asteroizi.

## Descriere
20019 Yukiotanaka este un asteroid din centura principală de asteroizi. A fost descoperit pe 2 noiembrie 1991 la Kitami de Atsushi Takahashi și Kazuro Watanabe. Asteroidul prezintă o orbită caracterizată de o semiaxă mare de 2,67 ua, o excentricitate de 0,34 și o înclinație de 2,2° în raport cu ecliptica.